# Herbert Renoth
Herbert Renoth est un ancien skieur alpin allemand.

## Coupe du Monde
- Meilleur classement final : 41e en 1987.
- Meilleur résultat : 3e.